# Партия за алтернатива и промяна
Партията за алтернатива и промяна (на турски: Alternatif ve Değişim Partisi, AL PARTİ) е дясна политическа партия в Турция, която се застъпва за икономическия либерализъм. Тя е основана през 2008 г. Неин председател е Мехмет Буркан. Партията изразява солидарност с бившите премиери – Аднан Мендерес, Тургут Йозал и Неджметин Ербакан; които посочва като основа за принципите на партията.

## Избори
На парламентарните избори през 2011 г. партията подкрепя управляващата Партия на справедливостта и развитието, въпреки че я критикува за корупция и висока безработица.